# الاحتلال الياباني للفلبين

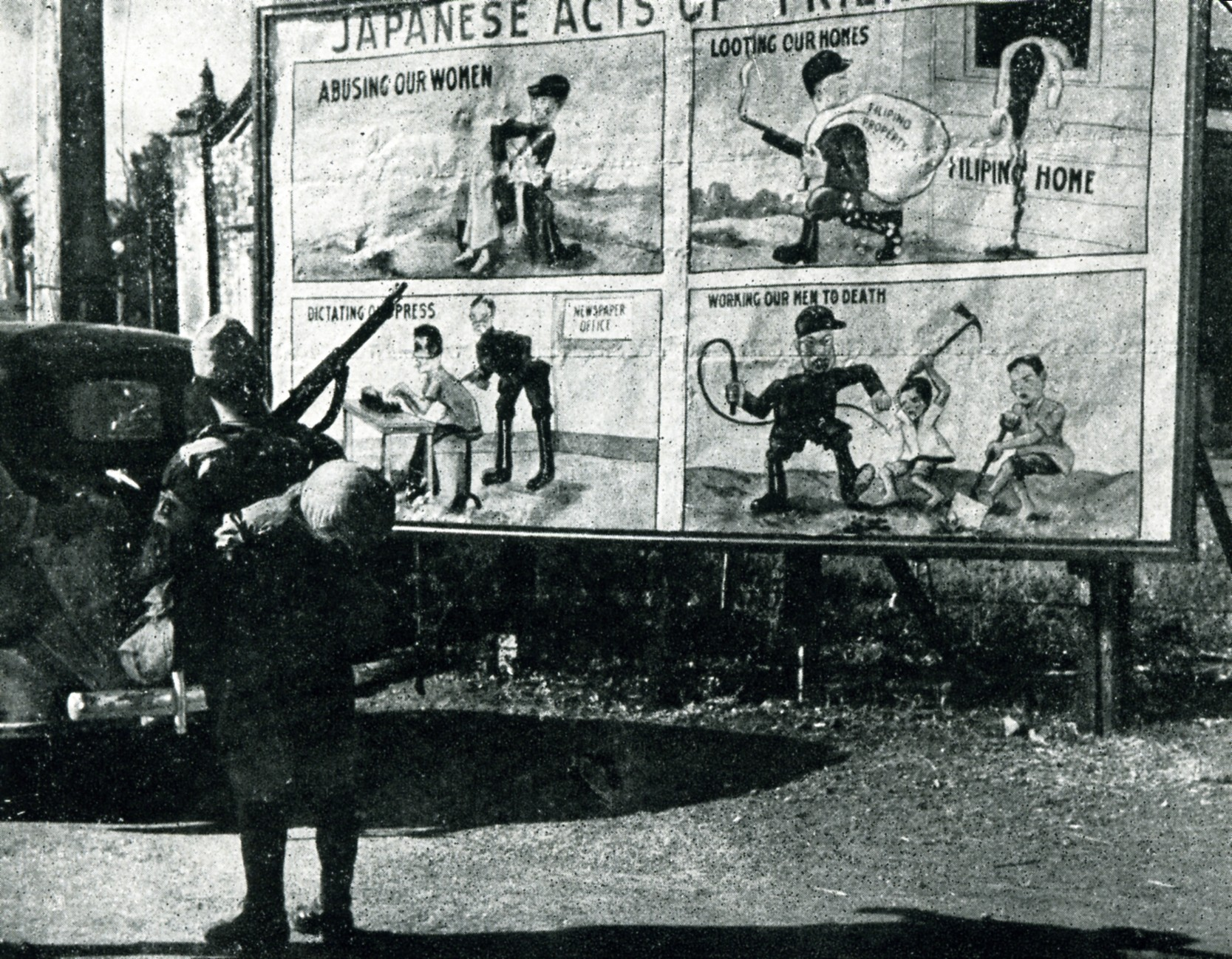
جندي ياباني يقف أمام لوحة دعائية أمريكية في الفلبين.

حدث الاحتلال الياباني للفلبين (بالفلبينية: Pananakop ng mga Hapones sa Pilipinas؛ اليابانية: 日本 の フ ィ ィ リ ピ 占領 占領؛ هيبورن: Nihon no Firipin Senryō) بين عامي 1942 و1945، عندما احتلت الإمبراطورية اليابانية كومنولث الفلبين خلال الحرب العالمية الثانية.
بدأت حملة الفلبين في 8 ديسمبر 1941، بعد عشر ساعات من الهجوم على بيرل هاربر. في بيرل هاربر، تضررت الطائرات الأمريكية بشدة في الهجوم الياباني الأولي. وبسبب عدم وجود غطاء جوي، انسحب الأسطول الأمريكي الآسيوي في الفلبين إلى جاوة في 12 ديسمبر 1941. وترك الجنرال دوغلاس ماكارثر رجاله في كوريجيدور في ليلة 11 مارس 1942 ذاهبا إلى أستراليا. استسلم المدافعون الأمريكيون والفلبينيون الذين كانوا يتضورون جوعًا والبالغ عددهم 76000 في باتان في 9 أبريل 1942، وأجبروا على تحمل مسيرة باتان سيئة السمعة التي مات فيها 7000 إلى 10000 شخص أو قُتلوا. استسلم الناجون البالغ عددهم 13000 في كوريجيدور في 6 مايو.
احتلت اليابان الفلبين لأكثر من ثلاث سنوات، حتى استسلام اليابان. تمكنت حرب العصابات التي شنتها قوات المقاومة الفلبينية من منحها السيطرة على 60 في المائة من الجزر، معظمها من مناطق الغابة والجبال. زودهم ماكارثر بالغواصة وأرسل تعزيزات وضباط. بقي الفلبينيون موالين للولايات المتحدة، ويرجع ذلك جزئيًا إلى ضمان الأمريكيين لهم استقلالهم فيما بعد، وأيضًا لأن اليابانيين ضغطوا على أعداد كبيرة من الفلبينيين في العمل وحتى وضعوا فتيات صغيرات في بيوت دعارة.
أوفى الجنرال ماكآرثر بوعده بالعودة إلى الفلبين في 20 أكتوبر 1944. وتولت عمليات الهبوط في جزيرة ليتي قوة مؤلفة من 700 سفينة و174000 مقاتل. بحلول ديسمبر 1944، تم تطهير جزر ليتي وميندورو من الجنود اليابانيين. خلال الحملة، قام الجيش الإمبراطوري الياباني بعمل دفاعات انتحارية بالجزر. وتحولت بعض المدن مثل مانيلا إلى ركام. توفي حوالي 500,000 فلبيني خلال فترة الاحتلال الياباني.

## خلفية
شنت اليابان هجومًا على الفيليبين في 8 ديسمبر 1941، بعد عشر ساعات فقط من هجومها على بيرل هاربر. أعقب القصف الجوي الأولي عمليات إنزال للقوات البرية في كل من شمالي وجنوبي مانيلا. كانت القوات الأمريكية والفيليبينية المدافعة تحت قيادة الجنرال دوغلاس ماك آرثر، الذي كان قد استدعي إلى الخدمة الفعلية في الجيش الأمريكي في وقت سابق من العام وتم تعيينه قائدًا للقوات المسلحة الأمريكية في منطقة آسيا والمحيط الهادئ. تم تدمير الطائرات التي كانت تحت قيادته؛ أُمرت القوات البحرية بالمغادرة؛ وكان من المستحيل تعزيز وإعادة إمداد قواته الأرضية بسبب الظروف في منطقة المحيط الهادئ. بسبب الضغط الناتج عن الأعداد المتفوقة، انسحبت القوات المدافعة إلى شبه جزيرة باتان وجزيرة كوريغيدور عند مدخل خليج مانيلا. احتل اليابانيون مانيلا، التي أُعلنت مدينة مفتوحة لمنع تدميرها، في 2 يناير 1942.
استمر الدفاع الفيليبيني حتى الاستسلام النهائي للقوات الفيليبينية الأمريكية في شبه جزيرة باتان في أبريل عام 1942، وفي جزيرة كوريغدور في شهر مايو. أُجبر معظم سجناء الحرب الذين أسرهم اليابانيون والبالغ عددهم 80 ألفًا، على السير في «موكب باتان الجنائزي» الشائن إلى معسكر للسجن يقع على بعد 105 كيلومترات إلى الشمال. مات آلاف الرجال، الذين أضعفهم المرض وسوء التغذية وعوملوا بقسوة من قبل خاطفيهم، قبل أن يصلوا إلى وجهتهم. رافق كويزون وأوسمينا القوات إلى كوريغدور وغادرا لاحقًا إلى الولايات المتحدة، حيث أنشآ حكومة في المنفى. أُمر ماك آرثر بالسفر إلى أستراليا، حيث بدأ بالتخطيط للعودة إلى الفيليبين.

## الاحتلال
بدأت السلطات العسكرية اليابانية على الفور بتنظيم هيكلية حكومية جديدة في الفيليبين. على الرغم من أن اليابانيين كانوا قد وعدوا باستقلال الجزر بعد الاحتلال، لكنهم في البداية نظموا مجلس الدولة الذين أداروا من خلاله الشؤون المدنية حتى أكتوبر 1943 عندما أعلنوا أن الفيليبين جمهورية مستقلة. خدم معظم أفراد النخبة الفيليبينية، مع بعض الاستثناءات، تحت حكم اليابانيين. ترأس الجمهورية الدمية الرئيس خوسيه بي.لوريل. بدأ انخراط الفيليبين في الحكومة الدمية تحت قيادة خورخي بي.فارغاس، الذي عينه كويزون في الأصل محافظًا لمدينة مانيلا الكبرى قبل أن يغادر مانيلا. كان الحزب السياسي الوحيد المسموح أثناء الاحتلال هو حزب كاليبابي الياباني. بقي معظم الفليبينيين خلال الاحتلال أوفياء للولايات المتحدة، وتم توثيق جرائم الحرب التي ارتكبتها قوات الإمبراطورية اليابانية ضد قوات الحلفاء المستسلمة والمدنيين.
سُجن على نطاق الفيليبين أكثر من ألف فيليبيني، يتألفون من الأمهات والفتيات، بعضهم تبلغ أعمارهم 10 سنوات، وأُخذوا قسرًا «كنساء متعة»، واستعبدوا جنسيًا لأفراد الجيش الياباني خلال الاحتلال. كان لكل واحدة من المنشآت اليابانية في الفيليبين خلال الاحتلال مكان توضع فيه النساء، وكانوا يدعونه «محطة المتعة». أحد هذه الأماكن التي سجنت فيها النساء كان مزرعة باهي نا بولا.